# Коронка зуба

8 — коронка; 2 — емаль; 3 — дентин; 4 — пульпа (5 — пульпа камери, 6 — пульпа кореня)

У стоматології коронкою (лат. corona dentis) називають частину зуба, покриту емаллю. Під емаллю міститься дентин, глибше — основна частина пульпи. При пошкодженні коронку можна замінити штучною.